# Narcisse Wandji
Narcisse Wandji, né à Douala, est un scénariste, réalisateur, producteur et programmeur de cinéma camerounais.

## Biographie

### Etudes
Il fait ses études secondaires au Lycée de Bazou où il obtient son baccalauréat en 2002. Deux ans après, il s'inscrit à l'université de Yaoundé 1 où il obtient une licence et son master en art du spectacle et cinématographie,. Il poursuit ses études à l'université de Bayreuth en Allemagne où il obtient un phd en littérature francophone et média.

### Carrière
En 2011, il commence sa carrière dans la production cinématographique avec sa toute première comédie Capronos.

## Filmographie

### Films
- 2011: Rue des pays du sud[4].

- 2011: Capronos[4].
- 2013: Mémoire de sang[4].
- 2015: Bazou, monde sans date[4].
- 2016: Walls[4].

- 2021: Bendskins[4],[5].
- 2023: Sadrack[6]

### Séries
- 2025 : Monkam

## Prix
- 2016: Meilleur court métrage lors du Festival Ecrans Noirs[7].